# Abrawayaomys ruschii
Abrawayaomys ruschii, popularmente denominado de rato-do-mato, é uma espécie de roedor da família dos cricetídeos (Cricetidae). Endêmica do Brasil, onde pode ser encontrada na Mata Atlântica.

## Nomenclatura e taxonomia
A espécie foi descrita por Fausto Luiz de Souza Cunha e José Francisco da Cruz em 1979 como Abrawayaomys ruschii. O nome específico foi dado em homenagem ao naturalista Augusto Ruschi. A população da província de Misiones, Argentina, considerada como parte desta espécie, foi descrita como uma espécie distinta em 2009.

## Distribuição geográfica e habitat
A espécie é endêmica da Mata Atlântica no Brasil, podendo ser encontrada do Espírito Santo até Santa Catarina. Oito registros são conhecidos para a espécie: (1) Reserva Biológica de Forno Grande, Castelo, no Espírito Santo; (2) Parque Estadual do Rio Doce, Marliéria; (3) Viçosa; (4) Caeté; (5) São Sebastião das Águas Claras, distrito de Nova Lima, em Minas Gerais; (6) Angra dos Reis, no Rio de Janeiro; (7) Santo Amaro da Imperatriz, em Santa Catarina; (8) RPPN Monte Sinai, Mauá da Serra; e UHE Mauá, Telêmaco Borba, no Paraná.

## Conservação
Em 2005, foi classificada como criticamente em perigo na Lista de Espécies da Fauna Ameaçadas do Espírito Santo; em 2010, como vulnerável na Lista de Espécies Ameaçadas de Extinção da Fauna do Estado de Minas Gerais; em 2014, como quase ameaçada no Livro Vermelho da Fauna Ameaçada de Extinção no Estado de São Paulo; e em 2018, como pouco preocupante na Lista Vermelha do Livro Vermelho da Fauna Brasileira Ameaçada de Extinção do Instituto Chico Mendes de Conservação da Biodiversidade (ICMBio).